# Don Cristóbal Primero
Don Cristóbal Primero é uma junta de governo da província de Entre Ríos, na Argentina.